# Vladyslav Veleten'
Vladyslav Serhijovyč Veleten (in ucraino Владислав Сергійович Велетень?; Kiev, 1º ottobre 2002) è un calciatore ucraino, centrocampista dello Kolos Kovalivka.

## Carriera

### Club
Veleten è cresciuto nel settore giovanile della Dinamo Kiev, che ha lasciato nell'estate del 2021 da svincolato. Pochi mesi dopo è stato ingaggiato dal Kolos Kovalivka, con cui ha debuttato il 16 ottobre nell'incontro di Prem"jer-liha perso 2-0 contro il Dnipro-1. La stagione seguente è stato promosso definitivamente in prima squadra ed il 4 giugno 2023 ha segnato il suo primo gol decidendo la sfida contro il L'viv terminata 1-0.

### Nazionale
Ha giocato nella nazionale ucraina Under-23.

## Statistiche

### Presenze e reti nei club
Statistiche aggiornate al 5 luglio 2024.
| Stagione        | Squadra         | Campionato      | Campionato | Campionato | Coppe nazionali | Coppe nazionali | Coppe nazionali | Coppe continentali | Coppe continentali | Coppe continentali | Altre coppe | Altre coppe | Altre coppe | Totale | Totale | Totale |
| Stagione        | Squadra         | Comp            | Pres       | Reti       | Comp            | Pres            | Reti            | Comp               | Pres               | Reti               | Comp        | Pres        | Reti        | Pres   | Reti   |        |
| --------------- | --------------- | --------------- | ---------- | ---------- | --------------- | --------------- | --------------- | ------------------ | ------------------ | ------------------ | ----------- | ----------- | ----------- | ------ | ------ | ------ |
| 2021-2022       | Kolos Kovalivka | PL              | 2          | 0          | CU              | 1               | 0               |                    | -                  | -                  |             | -           | -           | 3      | 0      |        |
| 2022-2023       | Kolos Kovalivka | PL              | 13         | 1          | CU              | 0               | 0               |                    | -                  | -                  |             | -           | -           | 13     | 1      |        |
| 2023-2024       | Kolos Kovalivka | PL              | 26         | 2          | CU              | 1               | 0               |                    | -                  | -                  |             | -           | -           | 27     | 2      |        |
| Totale carriera | Totale carriera | Totale carriera | 41         | 3          |                 | 2               | 0               |                    | -                  | -                  |             | -           | -           | 43     | 3      |        |

## Palmarès
- Torneo di Tolone: 1

2024